# 新潟県道88号能生インター線
新潟県道88号能生インター線（にいがたけんどう88ごう のうインターせん）は、新潟県糸魚川市を通る県道（主要地方道）である。

## 概要
新潟県糸魚川市の東部の能生地区に設置されている北陸自動車道・能生ICと国道8号を結ぶ。能生地区の中心部を二級河川能生川に並行して南北に縦貫しており、ほぼ全区間、新潟県道246号西飛山能生線と重複している。

### 路線データ
- 起点：新潟県糸魚川市字ホウタル町63-2（北陸自動車道 能生IC・新潟県道246号西飛山能生線交点）
- 終点：新潟県糸魚川市大字能生字新町7098-4（能生交差点、国道8号交点）

## 歴史
- 1993年（平成5年）5月11日 - 建設省から、県道西飛山能生線の一部が能生インター線として主要地方道に指定される[1]。
- 1994年（平成6年）4月2日 - 路線認定。

## 路線状況

### 重複区間
- 新潟県道246号西飛山能生線（糸魚川市・能生IC - 能生交差点）

## 地理

### 通過する自治体
- 糸魚川市

### 交差する道路
- 北陸自動車道 能生IC、新潟県道246号西飛山能生線（新潟県糸魚川市、起点）
- 新潟県道542号上越糸魚川自転車道線（糸魚川市）
- 国道8号（糸魚川市・能生交差点：終点）

## 周辺
- 糸魚川市立能生中学校
- えちごトキめき鉄道 能生駅
- 新潟県立海洋高等学校
- 糸魚川市立能生小学校
- 糸魚川市能生事務所
- 糸魚川市能生図書館
- 糸魚川市消防署 能生分署
- 能生体育館